# Johann Jakob Balmer
Johann Jakob Balmer (1. května 1825 Lausen – 12. března 1898 Basilej) byl švýcarský matematik a fyzik.
Vystudoval na univerzitách v Karlsruhe a Berlíně. Doktorský titul (Ph.D.) obdržel na Univerzitě v Basileji. Doktorskou práci věnoval tématu cykloidy. Od roku 1859 až do své smrti učil na dívčí střední škole v Basileji, v letech 1865-1890 měl také přednášky na Basilejské univerzitě. Dlouho se zabýval hlavně geometrií, spektry, která ho nakonec nejvíce proslavila, se začal zaobírat až v závěru života.
Jeho nejoceňovanějším příspěvkem byl vzorec pro výpočet vlnové délky viditelných spektrálních čar atomu vodíku. U té příležitosti definoval tzv. základní číslo vodíku, které se dnes nazývá Balmerova konstanta. Jeho jméno nese též tzv. Balmerova série, tedy série spektrálních čar ve spektru atomů vodíku, které vznikají při přechodu elektronů mezi druhou energetickou hladinou a vyššími hladinami. Vycházel přitom z měření Anderse Jonase Ångströma. Balmerovy objevy položily základy Bohrově teorii stavby atomu.
Na Měsíci je po Balmerovi pojmenován kráter.